# Années 390 av. J.-C.
Les années 390 av. J.-C. couvrent les années de 399 av. J.-C. à 390 av. J.-C.

## Événements

Diffusion des proto-celtes de la Tène jusqu'à la civilisation de Hallstatt ; la zone la plus étendue correspond à l'extension linguistique attestée, jusque 400 av. J.-C., ce qui précède immédiatement l'arrivée des Gaulois dans la péninsule Italique. Délimitations non-certifiées.

- 401-381 av. J.-C. : règne du roi Dao sur le royaume de Chu en Chine ; il nomme Wu Qi comme Premier ministre après 389 av. J.-C.. Celui-ci engage une série de réformes inspirées du Wei qui renforcent considérablement le pays[1].
- Vers 400-350 av. J.-C. : époque de la Tène ancienne IIa. Les Sénons occupent la côte adriatique au-delà d’Ancône[2].

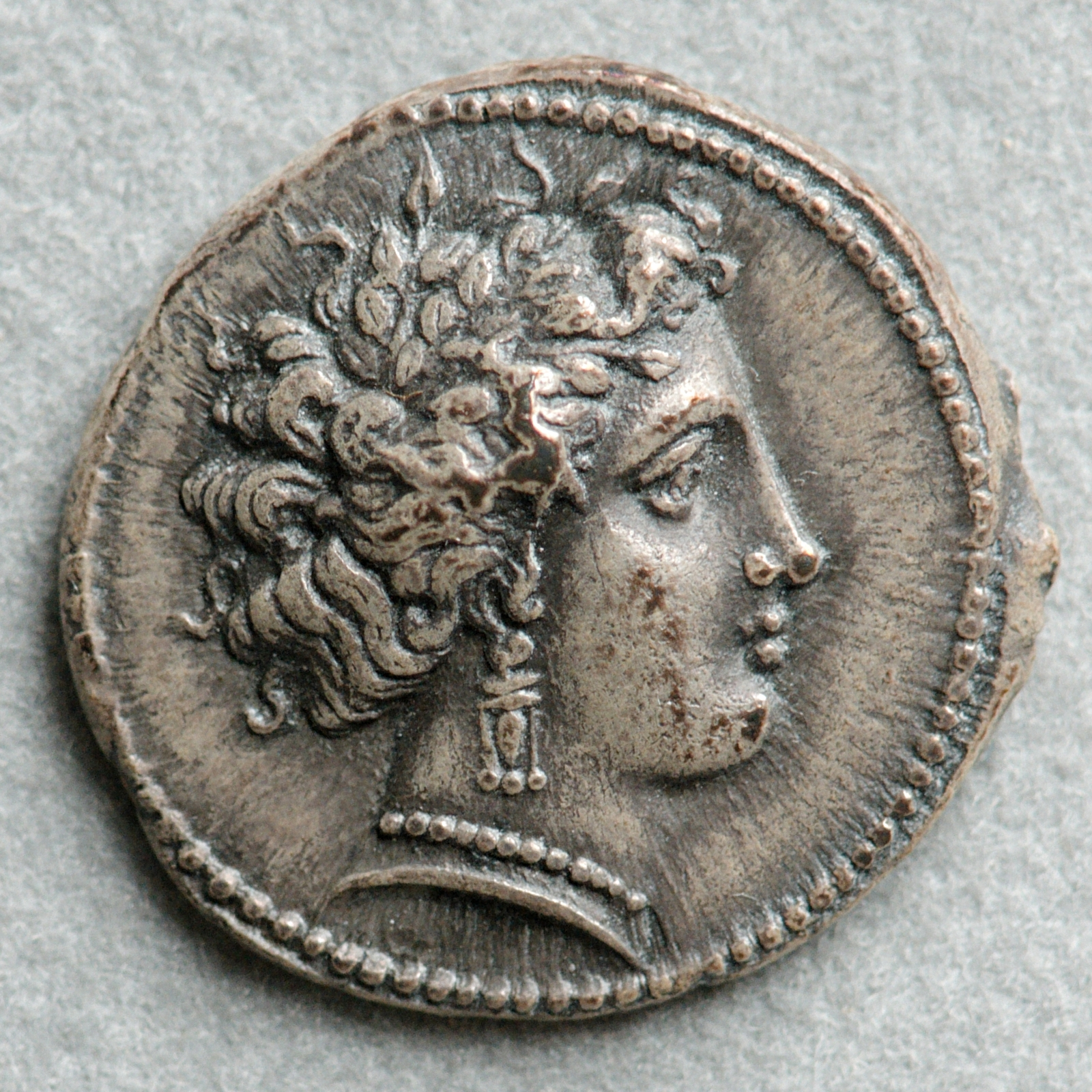
Drachme lourde d'argent de Massilia, vers 390-220 av. J.-C..

- Après 400 av. J.-C. : les marchands de Massalia (Marseille) utilisent des drachmes lourdes en argent de 3,8 g. frappés dans leur ville[3].
- 399-397 av. J.-C. : conspiration de Cinadon à Sparte[4].
- 399-378 av. J.-C. : XXIXe dynastie mendésienne en Égypte[5].

- 397 av. J.-C. : siège et prise de Motyé, principale place carthaginoise en Sicile, par Syracuse. Denys l'Ancien commence la conquête de la Sicile et s'attaque aux cités tenues par les Carthaginois[6].
- 396 av. J-C. : siège et prise de Véies par les Romains[7].
- 395-386 av. J-C. : guerre de Corinthe[8].
- 394 av. J.-C. : bataille de Cnide[9].
- 392 av. J.-C. : établissement des Celtes dans l'Italie du Nord[10]. Selon Trogue Pompée abrégé par Justin, 300 000 Celtes se seraient mis en mouvement à la suite d’un ver sacrum, émigration sacrée d’une partie de la population assignée à la colonisation de nouveaux territoires[11]. L’archéologie révèle que les nouveaux venus s’intègrent très bien à la vie italienne. Après 380 av. J.-C., ils occupent notamment le site du Mont Bibele, agglomération de Pianella de Mont Savino, région de Bologne, et utilisent la nécropole voisine du Mont Tamburino en même temps que les Étrusques[12].
- 390 av. J.-C. : sac de Rome par les Gaulois Sénons[7].

## Personnages significatifs
- Achôris
- Agésilas II
- Antalcidas
- Aristophane
- Brennos chef gaulois
- Camille (dictateur)
- Conon.
- Démocrite, philosophe.
- Denys l'Ancien.
- Hippocrate.
- Isocrate.
- Mozi, fondateur du moïsme
- Néphéritès Ier.
- Parrhasios, peintre d’Éphèse, travaille à Athènes.
- Pharnabaze.
- Thrasybule de Stiria.